# Electra Rex
Electra Rex è un singolo della musicista venezuelana Arca, pubblicato il 9 novembre 2021 come secondo estratto dal sesto album in studio KicK iii.

## Descrizione
Il singolo – realizzato da Arca insieme ad Alex Epton al mixer – è stato rilasciato su tutte le piattaforme di streaming il 9 novembre 2021. Lo stesso giorno Arca ha annunciato per il 3 dicembre l'uscita del suo sesto album in studio, KicK iii – di cui il brano è il secondo estratto dopo Incendio (pubblicato il 27 settembre dello stesso anno, senza però rivelare nulla del nuovo album) –, in contemporanea con KICK ii.
Il brano è ispirato al mito greco di Edipo e di sua sorella Elettra, e fonde i due personaggi per creare una nuova figura androgina, Electra Rex, che unisce in sé il maschile e il femminile. La canzone – scritta in inglese, ma contenente alcune parole spagnole – contiene un invito a «rovinare tutto al meglio» e a ballare sulla distorsione del testo, alla ricerca di «un amico o un nemico contro il quale sbattere il proprio sesso». Nella seconda parte c'è la scena di una fellatio: il sesso di Electra Rex viene descritto come un «coltello [...] bagnato, caldo e pesante», un «clitoride» con «petali pesanti». La cantante «si dimentica di respirare», agitata e a denti stretti, chiedendo infine al partner «sei pronto a venire, posso venire?», ripetendo la domanda in un ritornello rappato.
La stessa Arca ha affermato di voler proporre nella canzone «un nuovo archetipo, un mito non binario aggiornato per il presente e per il futuro»:

## Video musicale
Il video musicale, diretto da Carlota Guerrero ed Arca, è stato pubblicato il 9 novembre 2021 attraverso il canale YouTube della stessa musicista. Il filmato vede Arca danzare e fare vogueing con altre ventisette persone queer nella Plaça dels Àngels antistante il Museo di Arte Contemporanea di Barcellona.

## Tracce
Testi e musiche di Alejandra Ghersi.
1. Electra Rex – 2:08

## Formazione
Crediti tratti dall'edizione streaming del singolo.
- Alex Epton – mixer;
- Arca – performer associata, produzione, autrice dei testi.